# Bacchisa subbasalis
Bacchisa subbasalis là một loài bọ cánh cứng trong họ Cerambycidae.